# Франсис Тустин
Франсис Тустин (на английски: Frances Tustin) е английски психотерапевт и психоаналитик, известна с работата си с деца с аутизъм през 1950-те години.

## Биография
Родена е през 1913 година във Великобритания. Става учителка и започва да учи психоанализа през 1943 г. в Лондонския университет. През 1950, след Втората световна война, започва да учи за психотерапевт в Тавистоукската клиника, която е управлявана от пионера в областта на детското развитие Джон Боулби. Тустин работи в Центъра „Джеймс Пътнам“, който лекува аутистични деца чрез това, на което днес се гледа като на поведенческа терапия и започва интензивно изучаване, изследване и писане за аутизма. Нейните писания са и едни от най-ранните на тази тема.
Тя се завръща в Лондон и публикува първата си книга през 1972 г. известна като „Аутизъм и детски психози“. Тя е последвана от редица други книги и статии в журнали, преведени на различни езици.
Нейният принос към развитието на психоанализата е признат през 1984 г. от Британското психоаналитично общество, когато е наградена със статуса Почетно присъединен член.
Тустин продължава да твори до самата си смърт през 1990 година. 